# 黑鳍缘雀鲷
黑鳍缘雀鲷（学名：Pomacentrus nigromarginatus）为辐鳍鱼纲鲈形目雀鲷科雀鲷属的鱼类。分布于東印度洋及西太平洋區，包括印尼、西澳大利亞、珊瑚海、巴布亞新幾內亞、索羅門群島，北至菲律賓、台灣與琉球群島海域。该物种的模式产地在新几内亚。深度20至50公尺，本魚體呈橢圓形且側扁，吻短圓鈍，體被櫛鱗，體呈藍綠色，胸鰭淡灰色，胸鰭基部有一黑斑，背、臀及尾鰭黃色，尾鰭後緣黑色，背鰭硬棘13枚、背鰭軟條14-15枚、臀鰭硬棘2枚、臀鰭軟條14-15枚，體長可達8公分，棲息在沙底質的向海礁坡，以浮游生物為食，生活習性不明，可做為觀賞魚